# Quintil (Astrologie)
Als Quintil bezeichnet man in der Astrologie einen Winkel von 72° zwischen zwei auf die Ekliptik projizierten Himmelskörpern. Derartige Winkelbeziehungen im Horoskop werden Aspekte genannt.

## Abgeleitete Aspekte
Der Aspekt mit dem doppelten Winkel von 144° wird als Biquintil bezeichnet.

## Deutung
Über die Deutung dieser Konstellation gibt es in der Literatur unterschiedliche Ansichten, die sich zum Teil aus der Zahlenmystik herleiten. Als Hofmathematiker in Prag veröffentlichte Johannes Kepler 1603 eine Abhandlung über das Quintil, die aber verschollen ist. Häufig wird das Quintil als die kreative Verbindung zwischen den beiden Planeten gedeutet. Nach Thomas Ring gilt es als synthetischer Aspekt, d. h. die Planeten wirken harmonisch zusammen.
Das Quintil gilt nicht als Hauptaspekt, so dass auf seine Deutung häufig verzichtet wird: Es ist verhältnismäßig schwer zu erkennen, da es nicht aus der Zwölfteilung entsteht. Das Biquintil verschmilzt bei großen Orben mit dem Quincunx (150°), das Quintil steht dem Bilin (75°) diesbezüglich nahe.